# Валтер Кон
Валтер Кон (на немски: Walter Kohn) е американски теоретичен физик и теоретичен химик, лауреат на Нобелова награда за химия от 1998 г. заедно с Джон Поупъл за приноса им към разбирането на електронните свойства на материалите.
Той играе ключова роля в развиването на теорията на функционала на плътността, която прави възможно изчисляването на квантово-механичната електронна структура чрез уравнения, включващи електронна плътност. Това изчислително опростение се е превърнало в особено важен инструмент в материалознанието, физиката на кондензираната материя и химическата физика на атомите и молекулите.

## Ранен живот и образование
Кон е роден на 9 март 1923 г. във Виена. Семейството му е еврейско. През 1938 г., когато е на 15-годишна възраст, Германия анексира Австрия. Той споделя, че спомените му от детството са болезнени. Веднага след аншлуса се озовава в Англия като част от програма по евакуирането на еврейски деца. Родителите му загиват в Холокоста. Въпреки това, той запазва здравата си еврейска идентичност и работи по няколко еврейски проекта по-късно в живота си.
Тъй като е от германоезична страна, той е прехвърлен от Англия в Канада през юли 1940 г. Изпратен е в лагер близо до Шербрук в Квебек. Там той се възползва максимално от малките образователни съоръжения. Това му позволява по-късно да бъде приет в Университета на Торонто. Имайки връзка с Германия, на него е забранено да стъпва в химични лаборатории, поради което той записва физика и математика.

## Научна дейност
Кон получава бакалавърска степен по приложна математика към края на едногодишната си военна служба, след като е завършил едва 2½ от 4-годишния курс, от Университета на Торонто през 1945 г. През 1946 г. завършва магистратура. След това завършва и докторантура от Харвардския университет през 1948 г., където работи под менторството на Джулиан Швингър. Там попада и под влиянието на Джон ван Флек и физиката на твърдото тяло.
Премества се в университета „Карнеги Мелън“, където остава в периода 1950 – 1960 г. Там той работи по многоразсейващатата лентова структура (метод на Коринга-Кон-Ростокър). Връзката му с лабораториите „Бел“ го въвлича във физиката на полупроводниците. През 1957 г. се отказва от канадското си гражданство в полза на американско такова. През 1960 г. е назначен за ръководител на департамента по физика в новосъздадения Калифорнийски университет, Сан Диего, където остава до 1979 г. Там той работи в областта на ферми-газа и неговите ограничени и неограничени състояния. След това приема позиция в новия институт по теоретична физика към Калифорнийския университет, Санта Барбара. През 1984 г. е назначен за професор и служи като такъв до края на живота си.
Работата му по теорията на функционала на плътността започва, докато е на посещение в Екол нормал в Париж. В знак на признание за работата си в областта на електронните свойства на материалите през 1998 г. е удостоен с Нобелова награда за химия.
Към 2004 г. той е един от най-често цитираните научни автори. Член е на Американската академия на изкуствата и науките от 1963 г., на Националната академия на науките от 1969 г., на Британското кралско научно дружество от 1998 г. и на Австрийската академия на науките от 2011 г.
Валтер Кон умира на 19 април 2016 г. в дома си в Санта Барбара, Калифорния, от рак на челюстта.